# مجانين دنيبروبتروفسك
مجانين دنيبروبتروفسك (بالأوكرانية: Дніпропетровські маніяки)‏؛ (بالروسية: Днепропетровские маньяки)‏، هم قتلة متسلسلين أوكرانيون مسؤولون عن سلسلة من جرائم القتل في دنيبروبتروفسك في يونيو ويوليو 2007. اكتسبت القضية شهرة إضافية لأن القتلة قاموا بتسجيل أشرطة مصورة لبعض جرائم القتل مع واحد من أشرطة الفيديو الذي تم تسريبه على الإنترنت. فيكتور ساينكو (بالأوكرانية: Віктор Саєнко)‏؛(بالروسية: Виктор Саенко)‏، وايغور سوبرانيوك (بالأوكرانية: Ігор Супрунюк)‏؛ (بالروسية: Игорь Супрунюк)‏، شخصان من السكان المحليين البالغان من العمر 19 عاماً تم القبض عليهما وتوجيه التهم ب21 جريمة قتل.
متآمر ثالث أليكسندر هانزها (بالأوكرانية: Олександр Ганжа)‏، (بالروسية: Александр Ганжа)‏، تم إدانته بعمليتي سطو مسلح التي وقعت قبل عمليات القتل. في 11 فبراير 2009 ثبتت التهم على جميع المتهمين، حكم على سوبرانيوك وساينكو بالسجن مدى الحياة في حين تلقى هانزها تسع سنوات في السجن. أطلق محامو كل من سوبرانيوك وساينكو استئنافاً وهو الطلب الذي رفضته المحكمة العليا في أوكرانيا في نوفمبر 2009.

## جرائم القتل
وقعت أول جريمتي قتل في وقت متأخر من يوم 25 يونيو 2007. الضحية الأولى كانت كانت امرأة من السكان المحليين (يكاترينا ايلتشنكو) البالغة من العمر 33 عاماً. حيث كانت عائدة للمنزل بعد تناول الشاي في شقة صديقتها. حسب اعتراف ساينكو كان هو وسوبرانيوك «في الخارج للنزهة» وكان بحوزة سوبرانيوك مطرقة. وبمرور ايلتشنكو قام سوبرانيوك «بالدوران حولها» وضربها بجانب الرأس. تم العثور على جثة ايلتشنكو من قبل والدتها في الساعة الخامسة صباحاً. خلال ساعة بعد أول جريمة القتل، هاجم الرجلين ضحيتهم التالية (رومان تاتيرفتش) بينما كان نائماً على مقعد بالقرب من مسرح الجريمة الأولى. تم سحق رأس تاتيرفتش باستخدام أدوات حادة مرات عديدة مما جعله غير قابل للتعرف على جثته. المقعد كان يقع عبر الشارع من مكتب المدعي العام المحلي.
في 1 يوليو، اثنين من الضحايا يفجنيا غريشينكو ونيقولاي سيرشوك تم العثور عليهما مقتولان في بلدة قريبة من نوفوموسكوفسك.
في ليلة 6 يوليو قُتل ثلاثة أشخاص آخرين في دنيبروبتروفسك. الأول كان إيغور نيتشفولودا وهو أحد المجندين المسرحين حديثاً، وقد تم ضربه أثناء سيره إلى منزله من نادي ليلي. وجدت والدته الجثة في الصباح ببناء شقتهم في شارع بوهدان خملنيتسكي. يلينا شرام حارسة ليلية تبلغ من العمر 28 عاماً قُتلت بالقرب من شارع كوسيورا. وفقاً للاعترافات المسجلة لساينكو بينما كانت شرام تسير باتجاههم، ضربها سوبرانيوك بمطرقة كان يخبئها تحت قميصه وضربها مرات عديدة بعد أن سقطت. كانت شرام تحمل حقيبة مليئة بالملابس. التقط الرجلان الحقيبة واستخدما الملابس لتنظيف المطرقة، وتخلصا من الحقيبة. في وقت لاحق من نفس الليلة قتل الرجلان امرأة تدعى فالنتينا هانزها (ليس هناك أي صلة قربى واضحة إلى المتهم أليكسندر هانزها)، وهي أم لثلاثة أولاد مع زوجها المعاق جسدياً.
في اليوم التالي، 7 يوليو صبيان عمرهما 14 عاماً من بودجورودنوي (قرية مجاورة) تعرضا للهجوم بينما هما ذاهبان لصيد السمك. قُتل اندريه سيديوك بينما تمكن فاديم لاياخوف من الهرب.
في 12 يوليو اختفى سيرجي ياتزينكو البالغ من العمر 48 عاماً وهو معاق من جراء نوبة حصلت له بسبب اصابته بالسرطان حيث كان يركب على دراجة نارية من نوع دنيبر. وقد تم العثور على جثته بعد أربعة أيام مع وجود علامات مرئية على وقوع هجوم وحشي حتى بعد أربعة أيام في حر الصيف.
ولحق ذلك 12 جريمة قتل أخرى، وغالباً مع عدة جثث يتم إيجادها في نفس اليوم. وبالإضافة إلى الفترات السابقة التي حدثت بها الجرائم السابقة تم الغثور على ضحيتان كل يوم من 14 يوليو إلى 16. وقد تم اختيار الضحايا على ما يبدو بشكل عشوائي. الكثيرون كانوا عرضة للهجوم، بما في ذلك الأطفال، المسنين، المتشردين أو أشخاص تحت تأثير الكحول. معظم الضحايا قُتلوا باستخدام أجسام حادة بما في ذلك المطارق والقضبان الفولاذية المستخدمة في البناء. كانت الضربات في الغالب توجه للضحايا في وجوههم مما يجعلهم غير قابل للتعرف عليهم. وقد تم تشويه العديد من الضحايا وتعذيبهم، بعض الضحايا تم اقتلاع عيونهم بينما كانوا لايزالون على قيد الحياة. واحدة من الضحايا وهي امرأة حامل تم قطع جنينها الحي من رحمها. لم يتم التبليغ عن اعتداءات جنسية على أي من الضحايا. بعض الضحايا تمت سرقة هواتفها المحمولة وغيرها من المقتنيات الثمينة، وقد تم رهن ممتلكاتهم في المحلات التجارية المستعملة في المنطقة. ومع ذلك معظم ممتلكات الضحايا كانت سليمة. امتدت جرائم القتل على مساحة جغرافية واسعة. وبصرف النظر عن دنيبروبتروفسك، فقد وقعت الكثير من عمليات القتل في مناطق نائية عن دنيبروبتروفسك أوبلاست.

### التحقيق
لم يتم أي ربط رسمي بين جرائم القتل حتى هجوم 7 يوليو على اثنين من الصبية في بودجورودنوي. وقد تم وضع الناجي فاديم لاياخوف مبدئياً قيد الأعتقال كمشتبه به بتهمة قتل صديقه. وورد أنه حرم من الحصول على محام وتعرض للضرب من قبل الشرطة أثناء الاستجواب. إلا أنه سرعان ما أصبح واضحاً أنه لم يكن مسؤولاً عن موت صديقه، وأن جريمة القتل هذه كانت متصلة بجرائم القتل التي سبقتها. وقد تعاون لاياخوف مع المحققين لإنشاء رسومات للمهاجمين.
بعد ذلك بعدة أيام، في 14 يوليو كانت ناتاليا ممارشيك البالغة من العمر 45 عاماً تركب دراجتها النارية في قرية مجاورة لدايوفكا، وبينما كانت تمر من منطقة غابات، اقترب رجلان منها وقاما بضربها فسقطت على الأرض، وبعد ذلك قاما بضربها بمطرقة أو بأنبوب ثم انطلقوا على دراجتها النارية. وقام شهود محليون بمطاردة المهاجميّن لكنهم فقدوا أثرهما. وقد شهد طفلان أيضاً الهجوم من مكان قريب حيث كانا مختبئان في خيمة على بعد بضعة أقدام. قدم الطفلان وصف مفصل مطابق للوصف المُعطى من قِبل لاياخوف. وقد تم بسرعة إنشاء فريق مهام من كييف، برئاسة محقق جنائي قيادي وهو فاسيلي باسكالوف. المطاردة سرعان ما تطورت لتشمل معظم قوى الأمن المحلية، وقد أفيد بعمل أكثر من 2000 محقق في القضية.
وقد تم الحفاظ على سرية التحقيق بشكل مبدئي، ولم يتم الإفادة بأي معلومات رسمية حول جرائم القتل، ولم يتم تحذير السكان المحليين عن أي هجمات محتملة، ولم يتم تزويدهم بأوصاف المشتبه بهم. ومع ذلك فالشائعات التي تتحدث عن الهجمات أبقت غالبية السكان في المنزل ليلاً. في النهاية قام المحققون بتوزيع الرسومات وقوائم بالممتلكات المسروقة بشكل انتقائي على محلات رهن محلية. بدأت الممتلكات المسروقة بالظهور في محلات الرهن بمنطقة لينينسكي بالمدينة. فقد أدت الرسومات بالإضافة لتحديد موقع الممتلكات المسروق بسرعة للمشتبه بهم.

### الاعتقال والمحاكمة
المشتبه فيهم الثلاثة: فيكتور ساينكو ((بالأوكرانية: Віктор Саєнко)‏، (بالروسية: Виктор Саенко)‏) وايغور سوبرانيوك ((بالأوكرانية: Ігор Супрунюк)‏، (بالروسية: Игорь Супрунюк)‏) وأليكسندر هانزها ((بالأوكرانية: Олександр Ганжа)‏، (بالروسية: Александр Ганжа)‏) تم إلقاء القبض عليهم في 23 يوليو 2007. حاول سوبرانيوك أن يبيع هاتف محمول تم سرقته من ضحية في متجر رهن محلي وطلب فيه 150 هريفنا (20 دولار أمريكي). قامت قوات الأمن بتعقب موقع الهاتف. ألقي القبض على سوبرانيوك وساينكو بالقرب من المسجل النقدي في المتجر. واعتقل هانزها في المنزل وأفيد بأنه استطاع إغراق الهواتف النقالة المسروقة الأخرى بالمرحاض، وقد تم انتشال الهواتف ولكن تم فقدان جميع المعلومات منها.
ووجهت التهم للرجال الثلاثة بالتورط في 29 حادثة منفصلة، بما في ذلك 21 جريمة قتل بالإضافة لثماني هجمات تمكن فيها الضحايا من النجاة. فوجهت التهم لسوبرانيوك في 27 من القضايا بما في ذلك 21 اتهاماً بالقتل المتعمد، وثماني عمليات سطو مسلح وتهمة واحدة بالقسوة على الحيوانات. وجه الاتهام لساينكو في 25 من القضايا من بينها 18 جريمة قتل و 5 سرقات وتهمة واحدة بالقسوة على الحيوانات. واتهم هانزها بتهمتين هما السطو المسلح الناجمة عن حادث وقع في دنيبرودزرجينسك بتاريخ 1 مارس 2007.
الثلاثة اعترفوا بسرعة، على الرغم من أن سوبرانيوك قام بسحب اعترافاته في وقت لاحق. وقد بدأت محاكمتهم في يونيو 2008. سوبرانيوك قام بالإنكار في حين اعترف المتهميّن الآخريّن بجميع التهم الموجهة إليهما. فيكتور تشيفغاز محامي الدفاع الأصلي عن سوبرانيوك قام بترك القضية بعد أن قيل بأنه أصيب بخيبة أمل بعدما تم رفض حجة موكله بالجنون. جادل محامو أسر الضحايا بأن مستوى الحيطة الذي تم اتخاذه من قبل القاتلان خلال فترة تنفيذهم للجرائم تدل على أنهم كانوا على وعي تام بأفعالهم.
شملت أدلة الإدعاء بقع من الدم على ملابس المشتبه بهم وتسجيلات فيديو لجرائم القتل. الدفاع قام بإنكار أن الشخصان في أشرطة الفيديو هما المشتبه بهما، مدعياً بوجود مشاكل جدية بالتحقيق، ويتضمن ذلك على الأقل 10 جرائم قتل أخرى تم التستر عليها من قبل الادعاء. عمليات التستر المفترضة لاعتقالات أخرى لأشخاص ذو نفوذ وصلات قوية حيث أفرج عنهم دون توجيه تهم لهم، وحتى ذكر أسماء بعض الأشخاص الذين تم أفتراض تورطهم بجرائم قتل. تم النظر في القضية من قبل لجنة من القضاة برئاسة القاضي ايفان سايشنكو. طلبت النيابة العامة بالسجن مدى الحياة لساينكو وسوبرانيوك، و 15 عاماً من الأشغال الشاقة لهانزها. لا تملك أوكرانيا عقوبة الإعدام منذ فبراير 2000 بعد أن قضت المحكمة الدستورية بعدم دستورية عقوبة الإعدام في ديسمبر 1999.

### المشتبه بهم
حضر المشتبه بهم الثلاثة المدرسة معاً، وبسن 14 وجدوا بعض النقاط المشتركة. فذكر ساينكو خلال الاستجواب «أنا وايغور (سوبرانيوك) كلانا نخاف المرتفعات، وكنا نخشى التعرض للضرب من قبل المتنمرين» طلب سوبرانيوك النصحية ليتخلصوا من مخاوفهم، مما جعل الولدان يقفان لساعات على شرفة شقة الطابق الرابع عشر وهما معلقان فوق السور. وأفيد بأن ذلك كان له تأثير إيجابي على خوفهما من المرتفعات. من بين الثلاثة عُرف هانزها بأنه كان شديد الحساسية، وكان لديه رهاب الدم، وحتى أنه رفض أن يحمم قطته الصغيرة خوفاً من أن تسبب له حرق بالماء الساخن. اقترح سوبرانيوك تحدي المخاوف عبر تعذيب الكلاب الضالة. قام الأولاد بإمساك كلاب في منطقة حرجية قريبة من منازلهم، حيث شنقوا الكلاب من الأشجار وقاموا بنزع أحشائها وقاموا بالتقاط الصور بجانب الجثث. وشملت أدلة الإدعاء العديد من هذه الصور التي جرى التقاطها من قبل المشتبه بهم عندما كانوا قاصرين. بعض الصور تظهر الصبية يرسمون الصلبان المعقوفة وغيرها من الرموز بدم الحيوانات، وإعطاء التحية النازية. في إحدى الصور يظهر سوبرانيوك وهو يشكل «شارب هتلر»، وقد ولد سوبرانيوك في 20 أبريل وهو نفس اليوم الذي ولد فيه أدولف هتلر، وقد أشار سوبرانيوك لهذه الحقيقة.
عندما كان الأولاد 17، سوبرانيوك قام بضرب صبي من السكان المحليين وقام بسرقة دراجته التي باعها لساينكو. كلاهما تم اعتقالهما ولكنهما لم يذهبا للسجن بسبب عمرهم.
وقد تم عرض فيديو مدته طويلة في المحكمة لتعذيب ثلاثة هررة بيضاء. الفيديو يحدث في مرآب حيث صنع المشتبه بهم صليب من ألواح خشبية وقاموا بتسمير قطة صغيرة عليه، ثم أطلقوا النار عليها باستخدام المسدسدسات، واضعين رغوة والغراء في فمها لكتم أصوات القطة الصغيرة.
بعد المدرسة الثانوية انجرف هانزها بأشغال غريبة، والتي شملت طاهياً للمعجنات وعامل بناء. وقبل اعتقاله كان هانزها عاطلاً عن العمل لبعض الوقت. ارتاد ساينكو معهد لعلم المعادن بدوام جزئي وعمل كحارس أمن. وبقي سوبرانيوك عاطلاً عن العمل بشكل رسمي، ولكنه استطاع أن يعيش فعمل كسائق سيارة أجرة غير مرخصة من نوع دايو لانوس خضراء اللون، حيث كانت السيارة هدية عيد مولد من قبل والديه.
قبل بضعة أشهر من بدء جرائم القتل، قام سوبرانيوك وبمساعدة كل من ساينكو وهانزها بانتقاء ركاب وسرقتهم. سيارة خضراء من نوع دايو وبلوحة سيارة أجرة كانت توصف عادة على أنها السيارة التي استخدمت في جرائم القتل. وفقاً لاعترافات المشتبه بهم فإن بعض الضحايا اختيروا من بين الركاب في سيارة الأجرة. وأفيد بأن هانزها شارك في واحدة من الجرائم حيث تم سرقة رجلان، ومن ثم امتنع عن المشاركة في أي هجمات أخرى.
وسائل اعلام محلية ذكرت بأن المشتبه بهم لهم أهل أثرياء ذو نفوذ واسع وعلى علاقات مع سلطات الأمن المحلية. فلاديمر سوبرانيوك والد ايغور سوبرانيوك في مقابلة له مع صحيفة سيغودنيا صرح بأنه كان يعمل كطيار اختبار في يوجمش (شركة أوكرانية لتصنيع الصورايخ والأقمار الصناعية)، وغالباً قام بالطيران مع ليونيد كوتشما الرئيس المقبل لأوكرانيا آنذاك. واستمر في الخدمة كطيار شخصي في الرحلات الداخلية بعد صعود كوتشيما إلى السلطة. السلطات المحلية بمن في ذلك نائب وزير الخارجية نيقولاي كوبيانسكي أشاروا في البداية لتأثير مفترض من أسر المتهمي، ولكن لاحقاً نفى أي مساعدة ومدعياً بأن المشتبه فيهم الثلاثة جاءوا من أسر فقيرة. ومع ذلك كان فيكتور ساينكو ممثل من قبل والده ايغور ساينكوالذي كان محام.

### الدافع
لم يحدد الادعاء الدافع وراء القتل. وسائل إعلام محلية ذكرت أن القتلة كان لديهم خطة ليصبحوا أغنياء عبر أشرطة الفيديو التي تم تسجيلها لجرائم القتل. صديقة أحد المشتبه بهم أفادت بأنهم خططوا لتصوير 40 تسجيل فيديو منفصل لجرائم القتل. وقد تم تأكيد هذا القول من قبل زميل دراسة سابق الذي زعم أنه كثيراً ما سمع سوبرانيوك في اتصالات مع شخص مجهول "مشغل موقع أجنبي غني" الذي طلب 40 فيديو لعمليات قتل، وسيدفع الكثير من المال بمجرد تقديم التسجيلات له. رفض رئيس الأمن الإقليمي إيفان ستوباك الادعاء بأن جرائم القتل تم ارتكابها لتصوير أشرطة فيديو، قائلاً بأنه لا يوجد أي دليل على ذلك. وصرح المحقق بوغدان فلاسينكو بالتالي: "نعتقد أنهم كانوا يفعلون ذلك كهواية، للحصول على مجموعة من الذكريات عندما يكبرون في السن". نائب وزير الداخلية نيقولاي كوبيانسكي علّق: "لهؤلاء الشباب اليافعيين القتل كان مشابهاً للترفيه أو الصيد"."
في المحاكمة تبين أن سوبرانيوك قام بجمع قصاصات الصحف حول القضية. بعض صور الجرائم كان لها تعليقات تمت إضافتها، منها: "الضعيف يجب أن يموت، والأقوى سيهيمن"."

### ادعاءات الدفاع
الفريق القانوني الذي يقوم بالدفاع عن المتهمين يتكون من ثلاثة محامين، واحد لكل مشتبه به. والمحامون الثلاثة بالأصل تم تعينينهم من قبل المحكمة، ولكن بعد جلسات الاستماع الأولية التي تقدم بها فيكتور ساينكو لكي يتم تمثيله عبر والده لأن المحام المعين من قبل المحكمة بيدو أنه قد تخرج من كلية الحقوق قبل شهرين فقط. تم قبول طلب تعيين والد ساينكو كمحام، مما أدى إلى تأخير كبير في الإجراءات فيما كان والد ساينكو يطلع على الأدلة.